# Terceira Guerra Mitridática
A Terceira Guerra Mitridática (73–63 a.C.) foi a última e mais longa das três Guerras Mitridáticas travadas entre o rei Mitrídates VI do Ponto e seus aliados contra a República Romana. A guerra terminou com a derrota completa de Mitrídates e anexação do Reino do Ponto. O Reino da Armênia tornou-se um estado aliado de Roma.

## Contexto
A longa guerra contra os piratas, liderada por Pompeu, foi um desdobramento da Primeira Guerra Mitridática e só terminou durante o intervalo entre a segunda e a terceira das guerras contra Mitrídates VI. O rei pôntico se aproveitou da mobilização romana e se aliou a Sertório – cuja revolta na Hispânia durou de 80 a 72 a.C. – para criar uma ameaça muito maior contra Roma, que teria que travar a guerra em dois fronts. A causa imediata do conflito foi a morte do rei Nicomedes IV da Bitínia, que deixou o Reino da Bitínia como herança aos romanos em 74 a.C..

## Primeiros movimentos (74–70 a.C.)
Aproveitando-se da revolta de Sertório nas províncias hispânicas, Mitrídates inicialmente não encontrou nenhuma oposição. O Senado respondeu enviando os cônsules Lúcio Licínio Lúculo, governador da Cilícia, e Marco Aurélio Cota, governador da nova província da Bitínia, para contê-lo. Pompeu, o outro general romano à frente de um exército importante na época, estava na Gália e marchava para a Hispânia para enfrentar Sertório. .
O plano original era que Cota enfrentasse a frota de Mitrídates enquanto Lúculo avançaria por terra. A frota romana se baseou em Calcedônia enquanto o exército de Lúculo avançou pela Frígia para invadir o Reino do Ponto. O avanço havia acabado de começar quando Lúculo foi informado que Mitrídates havia marchado para oeste e atacado Cota, que se viu forçado a se abrigar atrás da muralha de Calcedônia. Sessenta e quatro navios romanos foram capturados ou queimados e 3 000 romanos foram mortos. Lúculo alterou seus planos e seguiu para libertar Cota.
Depois de conseguir escapar para Nicomédia, Cota só pôde assistir, frustrado, a fuga de Mitrídates com sua frota para a cidade de Heracleia Pôntica através do Bósforo. Reunido a Lúculo em Nicomédia em 73 a.C., Cota recebeu a ordem de assegurar a retaguarda do exército tomando Heracleia, reforçada com uma guarnição de 4 000 homens de Mitrídates. Depois de chegar à costa pôntica, Cota começou um cerco que só terminaria com o saque da cidade em 71 a.C., dois anos depois. Neste período, Cota foi forçado a dispensar um de seus questores, um tal Públio Ópio, acusado de conspirar contra os romanos aceitando suborno. Ópio foi defendido no processo por Cícero.
Mitrídates enviou provisões para Amiso, que cerco de Amiso, e faz de Cabira sua residência de inverno. Seu exército tinha 40 000 soldados de infantaria e 4 000 (ou 8 000) de cavalaria. Durante o cerco, Lúculo recebeu Oltaco (ou "Olcalbas"), um cita que era príncipe da Dardânia, enviado secretametne por Mitrídates para assassiná-lo. Enquanto isto, Lúculo deixou o cerco de Amiso sob o comando de Lúcio Licínio Murena e seguiu para atacar Cabira. Oltaco tentou assassinar Lúculo quando este dormia, mas foi impedido por Menedemo e fugiu para Mitrídates; ao chegar, denunciou um cita que queria desertar para Lúculo. Após várias escaramuças, as forças romanas derrotaram as forças de Mitrídates, que fogiu para a Armênia, governada por Tigranes, seu genro. Em paralelo, Mitrídates enviou o eunuco Baco (ou "Báquides") para o Ponto para matar suas irmãs, esposas e concubinas, que estavam em Farnácia. Dentre as vítimas, estavam Roxane e Estatira, suas irmãs, e Berenice de Quios e Monima de Mileto, suas concubinas. Depois da derrota e da fuga de Mitrídates, Cabira se rendeu incondicionalmente a Lúculo; Nisa, irmã de Mitrídates, foi deixada livre. Depois de Cabira, vários governadores de guarnições de Mitrídates se renderam a Lúculo, inclusive Estrabão, avô materno do geógrafo de mesmo nome. Marchando adiante, Lúculo conquistou a Armênia Menor, mas Amiso, ainda cercada, permaneceu resistindo. Eupatoria, por outro lado, que estava no caminho de Lúculo, foi capturada e arrasada.
Deixando Lúculo no oriente, Cota retornou a Roma em 70 a.C. e foi aclamado por sua vitória em Heracleia. Porém, por volta de 67 a.C., Cota foi acusado de se apropriar do butim de guerra pelo tribuno Caio Papírio Carbão, condenado e expulso do Senado. Como vingança, o filho de Cota, também chamado Marco Aurélio, acusou Carbão também de extorsão.

## Guerra romano-armênia

### Batalha de Tigranocerta

Império Armênio na época da Terceira Guerra Mitridática. Em destaque, Tigranocerta. Para o nordeste, Artaxata ("Artashat")

Em 69 a.C., Lúculo liderou uma invasão do Reino da Armênia, para onde Mitrídates VI havia fugido depois da Batalha de Cabira, e Tigranes, o Grande, genro e aliado de Mitrídates. Ele começou a campanha cercando a nova capital armênia, Tigranocerta. Tigranes retornou rapidamente da Síria, onde estava lutando contra uma revolta selêucida, com seu exército principal e imediatamente tentou obrigar os romanos a uma batalha. O exército de Lúculo aniquilou os armênios mesmo em desvantagem numérica de mais de dois para um na famosa Batalha de Tigranocerta. Esta batalha foi travada no mesmo dia (no calendário juliano) que a desastrosa Batalha de Aráusio trinta e seis anos antes. O próprio Tigranes se retirou para a região montanhosa ao norte de seu reino para arregimentar um novo exército e para defender a capital tradicional, Artaxata. Enquanto isto, Lúculo marchou para o sudeste e invadiu Gordiena (equivalente ao moderno Curdistão), que ficava entre a Armênia e o Império Parta. Durante o inverno de 69-68 a.C., as duas partes iniciaram negociações com o xá, Ársaces XVI, que estava ocupado defendendo seu próprio reino contra um grande ataque de seu rival, o rei Fraates III da Báctria.

### Batalha de Artaxata
No verão de 68 a.C., Lúculo marchou novamente contra Tigranes e atravessou os montes Antitauro para atacar Artaxata. Tigranes foi provocado a atacar e, numa grande batalha às margens do rio Arsânias, Lúculo conseguiu mais uma vitória sobre exército armênio, mas Mitrídates conseguiu escapar. Ele desistiu do cerco e, depois de um início prematuro do inverno no planalto armênio, suas tropas se amotinaram, se recusando a continuar a marcha. Lúculo foi forçado a recuar para o sul, de volta à região de Tigranocerta, a partir de onde ele marchou através de Gordiena até a região da antiga Assíria. No final do outono e início do inverno, Lúculo cercou e tomou Nísibis, a principal fortaleza armênia no norte da Mesopotâmia.
Em Nísibis durante o inverno de 68-67 a.C., a autoridade de Lúculo foi seriamente minada por causa de seu jovem cunhado, Públio Clódio Pulcro, que agia, aparentemente, a mando de Pompeu, que desejava ardentemente assumir o comando da campanha no oriente. Depois que um novo motim se espalhou por entre as legiões no oriente, o Senado finalmente enviou Pompeu para assumir o comando de Lúculo. Esta pausa na guerra permitiu que Tigranes e Mitrídates retomassem partes de seus respectivos reinos.

### Pompeu assume o comando

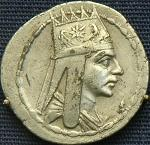
Tigranes, o Grande, o imperador da Armênia. Ele era genro e aliado de Mitrídates VI.

Em 66 a.C., Fraates tornou-se xá dos partas e Mitrídates tentou forjar uma aliança, mas Pompeu se antecipou e o convenceu a invadir o Armênia.. Na Batalha do Rio Lico, Pompeu derrotou o exército de Mitrídates, que fugiu novamente para a corte de Tigranes. Desconfiado de que Mitrídates havia sido a causa da sua briga com seu filho, também chamado Tigranes, Tigranes mandou prender os embaixadores de dele. Depois de perceber que não poderia se refugiar na Armênia, Mitrídates fugiu novamente, desta vez para a Cólquida. De lá, ele seguiu para a região do Lago Meiotis até chegar ao Bósforo.. 
Enquanto isto, Pompeu assentou seus soldados veteranos e feridos em uma região da Capadócia, onde seria fundada a cidade de Nicópolis. Tigranes, o filho de Tigranes, o Grande, fugiu para a corte de Fraates, que o enviou para tomar a Armênia, mas ele acabou derrotado. Em desgraça, o jovem se refugiou com Pompeu, que o utilizou como guia em sua campanha pela região. Sem opções, Tigranes, o Grande, implorou a Pompeu e conseguiu que ele aceitasse devolver-lhe o Reino do Ponto em troca de todos os territórios que ele havia conquistado (Capadócia, Síria, Fenícia e Sofena). O jovem Tigranes, a quem Pompeu havia prometido Sofena, ficou irritado por não conseguir tomar para o si o reino de seu pai e acabou desagradando Pompeu, que o levou prisioneiro para Roma.
Durante o inverno de 66-65 a.C., Oroeses da Albânia atacou os romanos esperando pegá-los de surpresa, durante a Saturnália, mas é derrotado. Pompeu, ansioso por se vingar, foi obrigado a adiar seus planos por causa do inverno. Mitrídates fugiu com um pequeno exército da Cólquida (moderna Geórgia) atravessando o Cáucaso para chegar até a Crimeia numa tentativa de juntar um novo exército para enfrentar os romanos.
Depois de suspeitar das intenções pacíficas do rei Artoces da Ibéria, Pompeu invadiu o Reino da Ibéria antes que ele estivesse preparado., capturou a fortaleza de Armástica e conquistou os territórios até o rio Ciro. Artoces tentou novamente a paz, mas, depois de ser derrotado, acabou fugindo para além do Rio Peloro. No verão, depois que os romanos cruzaram o Rio Peloro, Artoces aceitou os termos de Pompeu, entregou seus filhos como reféns e firmou a paz com os romanos. Ainda na região do Cáucaso, Pompeu conquistou o Reino da Cólquida, e conseguiu derrotar o rei Oroeses da Albânia, que também pediu a paz.
Em paralelo, Pompeu renovou sua aliança com Fraates III da Pártia, que estava em guerra contra Tigranes, o Grande, mas não o chama de "rei dos reis", o que foi considerado ofensivo. Depois de chegar a em Fásis, na Cólquida, Pompeu se encontrou com Servílio, o almirante da frota romana do Êuxino (mar Negro), refez seu caminho para passar o inverno no Reino do Ponto, anexando a região como uma nova província romana.

### Vitória completa
Em 63 a.C., Mitrídates recuou para a cidadela de Panticapeu. Seu filho mais velho, Macares, o rei do Bósforo Cimério, um reino reconhecido e reorganizado pelos romanos, se recusou a ajudar o pai e acabou assassinado por ordens dele. O filho mais novo de Mitrídates, Fárnaces II, apoiado por uma população mal-preparada e cansada da guerra, liderou uma revolta contra o pai. Esta traição, ocorrida logo depois de uma derrota decisiva, levou Mitrídates a tentar se matar tomando veneno. A tentativa falhou por que o organismo de Mitrídates havia adquirido imunidade contra uma grande quantidade de venenos por que ele tomava pequenas doses frequentemente na tentativa de evitar ser assassinado. Segundo Apiano, Mitrídates ordenou ao gaulês Bituito, seu amigo e guarda-costas, que o matasse com sua espada. Seu corpo foi enterrado em Sinope ou Amaseia por ordem do próprio Pompeu.
Pompeu deu sequência à sua vitória com a criação da província da Síria e passou 64 e 63 a.C. pacificando a região. Em 63 a.C., ele cercou e capturou Jerusalém depois de receber um pedido para intervir na guerra civil entre Hircano II e Aristóbulo II pelo trono do Reino Asmoneu.